# Pyrinia callioparia
Pyrinia callioparia es una especie de polilla de la familia Geometridae. La especie fue descrita por primera vez por Charles Oberthür habiendo sido descrita en 1883, con distribución en Perú. El holotipo de la especie fue descrita en la parroquia rural de Huambo.